# Jean-Luc Chabanon
Jean-Luc Chabanon (Clermont-Ferrand, 13 agosto 1971) è uno scacchista francese.
Ha ottenuto il titolo di Maestro Internazionale nel 1991 e di Grande Maestro nel 2001.

## Principali risultati
Nel 1984 vinse il campionato francese giovanile Under-16. Nel 1993 è stato secondo nel campionato francese, dietro a Emmanuel Bricard.
Nel luglio del 2002 è stato =1º-3º nel campionato di Parigi, vinto da Yochanan Afek per spareggio tecnico.
Nel 2003 vinse il 45º torneo di Capodanno di Reggio Emilia (2002/03), per spareggio tecnico su Mladen Palac.
Nel febbraio del 2015 è stato secondo dietro a Jean-Pierre Le Roux nel 34° open di Clermont-Ferrand.
È stato allenatore di Marie Sebag, e nel 2002 capitano della nazionale femminile francese.